# 洪佳宁
洪佳宁（1996年9月25日—）浙江省杭州人，中国大陸籍女演员。2018年参与电视剧《幸福一家人》的演出正式进入演艺圈。

## 影视作品

### 电视剧
| 首播年份 | 剧名                 | 角色        | 备注 |
| 2018     | 《幸福一家人》       | 李月月      |      |
| 2019     | 《世界欠我一個初戀》 | 萌萌        |      |
| 2020     | 《完美關係》         | 路菲(Louis) |      |